# Chiara Robustellini
Chiara Robustellini (* 30. Juni 2003) ist eine italienische Fußballspielerin.

## Karriere

### Verein
Robustellini spielte schon in ihrer Jugend bei Inter Mailand und steht seit der Saison 2022/23 im Kader der ersten Mannschaft.

### Nationalmannschaft
Mit der italienischen 19 nahm sie an der Europameisterschaft 2022 teil, schied mit ihrem Team jedoch bereits in der Gruppenphase aus. Im November 2022 wurde sie erstmalig in die U23 berufen.